# 남지여자중학교
남지여자중학교(南旨女子中學校)는 대한민국 경상남도 창녕군 남지읍 마산리에 있는 사립 중학교이다.

## 학교 연혁
- 1969년 11월 17일 : 남지여자중학교 설립 인가
- 1969년 11월 17일 : 초대 신영주 이사장 취임
- 1970년 3월 5일 : 남지여자중학교 개교(12학급 인가)
- 1970년 3월 5일 : 초대 공병달 교장 취임
- 1973년 2월 24일 : 제1회 졸업장 수여식
- 1999년 9월 19일 : 제3대 신경헌 이사장 취임
- 2002년 2월 28일 : 남곡중학교와 통합
- 2002년 8월 30일 : 남지여중 개축공사 준공식 거행
- 2022년 1월 28일 : 제50회 졸업장 수여식(졸업생 총수 6,281명)
- 2022년 3월 2일 : 제17대 김덕수 교장 취임

## 참고 자료
- 남지여자중학교 - 한국교육학술정보원 학교알리미